# Onthophagus nasutus
Onthophagus nasutus es una especie de insecto del género Onthophagus, familia Scarabaeidae, orden Coleoptera.

## Historia
Fue descrita científicamente por Guérin-Méneville en 1855.